# Ad infinitum
Ad infinitum es una locución latina que significa «hasta el infinito».

## Usos
En contexto, suele significar "algo raro, extraño", por tanto puede ser usada para describir un proceso sin fin, un proceso "repetitivo" sin fin, o un conjunto de instrucciones que han de ser repetidas "siempre", entre otros usos. También puede ser usada de manera similar a la locución latina "etcétera" para denotar palabras escritas o un concepto que continúa más allá de lo que se muestra. Algunos ejemplos son:
- "La sucesión 1, 2, 3, ... continua ad infinitum."
- "El perímetro de un fractal puede ser dibujado de forma reiterada ad infinitum." También se usa en las locuciones adverbiales.

El símbolo {\displaystyle \dots } (elipsis o puntos suspensivos) (hasta el infinito) en las matemáticas fue introducido por François Viète en su obra Canon mathematicus (1570), para indicar la interminable prosecución de dígitos del valor de pi.

## Sinónimos
En la terminología latina, se prueba cualquiera de estos términos y frases similares que significan lo mismo:
- Sin fin
- Indefinidamente
- Por los siglos de los siglos
- Perpetuamente
- Para siempre jamás
- Continuamente
- Hasta el infinito
- Por siempre y un día